# フィリップ・トルシエ
フィリップ・トルシエ（Philippe Troussier、1955年3月21日 - ）は、フランス出身のサッカー指導者、元サッカー選手。本名・ムスリム名：オマル・トルシエ（Omar Troussier）、旧名：フィリップ＝ベルナール・ヴィクトル・トルシエ（Philippe-Bernard Victor Troussier）。
1998年から2002年まで日本サッカー協会の要請を受け、サッカー日本代表監督となる。アフリカでは「白い呪術師」（フランス語：sorcier blanc、英語：white witch doctor）とよばれる。
2006年3月に在住地のモロッコで、妻とともにイスラム教に改宗しムスリムとなり、本名・ムスリム名を「オマル」とし（夫人は「アミナ」）、さらにモロッコ人の少女を養子にとる。その後も仕事上ではフィリップ・トルシエを使用する。

## 生い立ち
1955年、フランス・パリで6人兄弟の長男として生まれる。14歳離れた末弟のリュドヴィクも後にフィリップの助力によりラヴァルでプロのゴールキーパーとなる。一家は1958年に両親の故郷であるサルト県アルナージュに移ったが、1967年（または1966年）に再びパリに戻った
パリではASフレヌというクラブに入り、初めてサッカークラブに所属した。1968年にはRATP（パリ交通公団）が運営するUSメトロというクラブに加入し、13歳から19歳までプレーした。中学を卒業後、トルシエはRATPの専門学校に進学した。1974年にRATPに就職し、自動券売機のメンテナンスを担当、サッカーは公団のアマチュアクラブで続けながら、プロサッカー選手となることを夢見ていた。

## 選手経歴
アマチュアクラブのショワジー・ル・ロワとパリ・ジョアンヴィルでプレーした後、1976年7月にフランス2部リーグのアングレームと契約を交わす。
1977年、トルシエを見出したアンリ・スキバがクラブを去ると、トルシエは後任監督のポール・レヴァンとはそりが合わず、1977年11月にロジェ・ルメールが監督を務めるフランス2部のレッドスターに移籍した。トルシエは「もっとも影響力の強い監督」としてスキバとルメールの名前を挙げている。レッドスターでは経営難から選手にはまともに給料も支払われず、1977-78シーズンの2部リーグ・グループBでは3位という成績にも関わらずプロ資格を失いディヴィジョン・ドヌールに降格した
1978年、トルシエはルーアンに移籍し、3シーズンで79試合に出場、8ゴールを挙げた。選手生活と並行して学業にも励み、1981年には運動療法士の資格を得た。1981年、スタッド・ランスに移籍。最初のシーズンは31試合に出場したが、翌シーズンは8試合の出場にとどまった。1983年に初級の指導者ライセンスを取得して国立サッカー研究所（INF）からU-15フランス代表の指導を打診されたトルシエは、ランスとの間に残っている1シーズンの契約を破棄して、28歳でサッカー選手から指導者へと転じた。

## 指導者経歴

### フランスにて
1983年、トルシエは国立サッカー研究所（INF）でU-15フランス代表の指導を1年間受け持った。このときのチームにはジャン＝ピエール・パパンがいた。
1984年、フランス4部リーグ所属のアマチュアクラブ・アランソン監督に就任し、3年間指揮を執った。
1987年、フランス3部リーグのASレッドスター93の監督に就任した。1988-89シーズンには北リーグの2位となり、クラブを2部に昇格させた。「フラット3」をベースとするシステムが形をみたのは、このレッドスター時代であるとトルシエは考えている。
1988-89シーズン終了後、レッドスターはトルシエに留任を要請したが、彼は予算が潤沢な2部リーグのUSクレテイユからのオファーを選択した。しかし、クレテイユではクラブ幹部との確執により、就任から3ヶ月後の1989年10月に監督を辞任した。

### コートジボワールにて
かつてフランスのクラブでプレーしていたチャド人のナンバティング・トコの紹介により、1989年12月にコートジボワールのASECミモザ・アビジャン監督に就任した。選手たちが「甘やかされている」と感じたトルシエは、遅刻禁止、食事管理の徹底をはじめとする厳しい規律をクラブにもたらし、不敗のまま3シーズン連続（1990、1991、1992）の国内リーグ優勝、1990年に国際大会UFOAカップ優勝に導いた。トルシエの常軌を逸した行動や発言は地元の人々の関心を集め、ジャーナリストたちに数多くの話題を提供した。この時期に彼は「白い魔術師」(または「白い呪術師」。フランス語：sorcier blanc、英語：white witch doctor）として知られるようになった。
アフリカチャンピオンズカップ1992準決勝のWACカサブランカとの試合にて、トルシエはクラブで最大のスター選手だったアブドゥライ・トラオレを先発メンバーから外して、代わりに若手選手を起用して臨んだが、敗れて決勝進出を逃すことになった。それによってトルシエは一転して激しい批判にさらされた。
1993年4月、トルシエは1994 FIFAワールドカップ出場を目指すコートジボワール代表の監督に就任した。またトルシエはそれに先立ってコートジボワールの国籍も取得した。
1993年8月、トルシエ率いるコートジボワール代表は無敗でワールドカップ・アフリカ予選グループAの首位だったにも関わらず、その態度が問題視されてサッカー協会から解雇された。メディアとサポーターはトルシエを支持した。トルシエ退任後のコートジボワール代表は、ナイジェリア代表に敗れてワールドカップ本大会出場を逃した。
その後、1ヵ月という短期間だけブルキナファソのエトワール・フィラント・ドゥ・ワガドゥグ (EFO) の監督を務めた。

### 南アフリカにて
1994年1月、南アフリカ共和国のカイザー・チーフスFCの監督に就任し、8ヵ月間指揮を執った。カイザー・チーフスではBPトップ・エイト・カップとイウィサ・メイズ・ミール・サッカー・スペクタキュラーの2つのカップ戦に優勝したが、南アフリカでの生活に馴染むことができず、契約を延長しなかった。

### モロッコにて
1995年、モロッコ1部リーグのCAラバト監督にシーズン途中から就任し、下位に低迷していたチームを最終的に5位に引き上げた。
シーズン終了後、クープ・デュ・トゥローヌ決勝を目前に控えていたFUSラバトの監督に就任した。契約期間はカップ戦終了までの1週間という短いものだった。この移籍は大きなスキャンダルとなり、CAラバトのサポーターからは「裏切り」とみられた。クープ・デュ・トゥローヌ決勝にて、FUSラバトはオリンピック・フリブガを2-0で下して優勝した。
クープ・デュ・トゥローヌ優勝後、FUSラバトはトルシエとの契約期間を延長した。2部リーグに降格していたFUSラバトは、1995-96シーズンは3位に終わって昇格を逃し、1996-97シーズンの途中にトルシエはナイジェリア代表監督に就任した。

### ナイジェリア代表、ブルキナファソ代表、南アフリカ代表にて
1997年3月、1998 FIFAワールドカップ・アフリカ予選途中に成績不振で解任されたナイジェリア人のシャイブ・アモドゥの後任として、ナイジェリア代表監督に就任した。ナイジェリア代表はアフリカ予選グループ1の首位として本大会出場を達成するも、トルシエは給与未払いを理由にナイジェリアサッカー協会と対立して、同年9月に解任された。
1997年10月、ブルキナファソ代表監督に就任した。同国は翌年2月にアフリカネイションズカップ開催国となっており、契約期間は大会終了までの5ヵ月間だった。ブルキナファソ代表は直前のワールドカップ地区予選では6戦6敗、アフリカサッカー連盟加盟の52ヵ国中48位にランクされている弱小チームだった。
アフリカネイションズカップでは、1次リーグを2勝1敗で突破し、チュニジア代表との準々決勝をPK戦により勝ち抜き、準決勝でエジプト代表に0-2で敗れた。3位決定戦ではコンゴ民主共和国代表と4-4引き分けの末にPK戦で敗れ、ブルキナファソ代表は大会4位になった。
ブルキナファソ代表監督退任後、トルシエは1998 FIFAワールドカップ出場を控えた南アフリカ共和国代表監督に就任した。同国初の出場となったワールドカップ・フランス大会では2分1敗で1次リーグ敗退、契約期間満了に伴い退任した。

### 日本代表監督
1998年9月20日、フランスワールドカップ終了後に日本代表監督に就任。契約期間は2年で、その後2年はオプション。ファルカン監督以来5年ぶり、3人目の外国人監督となった。A代表とU-21代表（98年当時）の監督を兼任。当時日本サッカー協会技術部門の長であった大仁邦彌は、ワールドカップ以後の続投を要請 していた岡田武史前監督の辞任を受け、アーセン・ベンゲルに監督就任を依頼する もアーセナルFCと既に契約していることを理由に断られる。大仁によれば、その後協会は直接フランスサッカー協会と交渉し、ちょうどスケジュールの空いていたトルシエを紹介された、という。日本サッカー協会はベンゲルに彼の能力や人物像などについて相談しつつ、トルシエと契約を結ぶことに決定した。尚、当時の日本サッカー協会会長の岡野俊一郎によれば、ベンゲルに一度断られたあと、『2002年W杯の日本代表監督は貴方しかいない』と手紙を出したが再度断られ、技術委員会がベンゲルの推薦したトルシエにしたいと言うので、ベンゲルの推薦ならということで、トルシエに決めたという。
1998年12月、バンコクアジア大会ではU-21代表を率いて臨み、二次リーグ敗退し、クウェートに勝利した。
1999年、FIFAワールドユース・ナイジェリア大会に出場するU-20代表監督を兼職。既にアジア予選は清雲栄純監督の指揮で突破しており、トルシエは契約外のため無報酬だったが、この世代に多くの才能を感じたトルシエは、このメンバーからA代表に引き上げられる人材が多いことを察し承諾。FIFA主催の国際大会で日本史上初となる決勝進出を果たす快挙となる準優勝を果たした。秋には中田英寿も合流したU-22代表を率いて、2大会連続の五輪出場を決める。一方、A代表では特別招待国として参加したコパ・アメリカ（南米選手権）で2敗1分け（1次リーグ敗退）に終わる等、ほとんど実績を残せず、批判の声も現れ始めた。
2000年、五輪代表をA代表に合流させるも、2月のカールスバーグカップでメキシコに敗れると、続く香港リーグ選抜には引き分け（PK戦で一応「勝利」した）。3月は中国と引き分け、続く4月には韓国に敗戦と成績は上向かず。このため、サッカー協会幹部から解任の声が挙がり、先走った朝日新聞に至っては「トルシエ解任」と掲載するなどしたが、岡野俊一郎会長（当時）の判断で6月にモロッコで行われるハッサン二世国王杯ならびに日本国内で行われるキリン杯の成績で去就を決定することとなる。そして、迎えたハッサン二世国王杯ではほぼベストメンバーを組んできた前回W杯王者・フランスと2-2で引き分け（但し、PK戦で敗れた）、続く2戦目では前回W杯で辛酸を舐めさせられたジャマイカに4-0で大勝。帰国後の続くキリン杯ではボリビア、スロバキアと対戦し、1勝1分。スロバキアと同点優勝。4試合で2勝2分という成績を残し、事実上解任を免れた。なお川淵三郎によれば、本当は2年契約が満了した時点でベンゲルに監督を交代することが当初より決まっていたが、ベンゲル側の事情によりその話が流れたため、トルシエとの契約を延長せざるを得なかったという。
2000年9月 シドニーオリンピックではメキシコシティオリンピック以来32年ぶりとなる決勝トーナメント進出。準々決勝でアメリカ合衆国とPK戦の末、準決勝進出を逃す。2000年10月 レバノンで開催されたアジアカップ2000では、グループリーグ第1戦・第2戦で圧勝して決勝トーナメントへ。決勝トーナメントでも攻撃的なサッカーを貫きイラク、中国、サウジアラビアを撃破。1992年大会以来の、アウェイ色の強い中東開催のアジア杯において東アジア勢としては初めての優勝を果たす。2000年度のAFC年間最優秀監督を受賞する。
アジアカップで圧倒的な攻撃サッカーを見せたトルシエジャパンだったが、2001年3月24日、フランスのスタッド・ド・フランス（サン=ドニ）で行われたフランス代表との親善試合で0-5の大敗を喫すると、守備の立て直しに戸田和幸、上村健一、波戸康広などフィジカルの強い守備陣を招集。4月のスペイン戦では布陣こそフランス戦と同じ1トップ3ボランチだったが、サイドに中村俊など攻撃的な選手を配置したフランス戦と違い、本来DFの服部年宏と波戸を置く実質5バックの超守備的な布陣で臨み、終了間際に失点し0-1で敗れる。攻撃する意思が感じられない戦術に批判があがるが、トルシエは「このスペイン戦を無失点で終える事で守備の自信を取り戻させるのが目的だった」と語る。そのため、終了間際の失点で目論見が崩れたトルシエは、失点直前に負傷退場した上村を会見で批判。しかしそれでも終了間際までは無失点を続けたことを強調し自信回復に繋げると、「攻撃的なアジアカップと守備的なスペイン戦、攻守のバランスはその間にある」と語り、2001年6月 日韓共催FIFAコンフェデレーションズカップでは宣言通り、試合の相手や展開に合わせて攻守の人材や人数を変化させ、5試合で6得点1失点の戦績で準優勝を果たす。フル代表でのFIFA主催の国際大会での決勝進出は史上初。またフランスとの決勝は0-1で敗れはしたものの、2ヶ月半前に大敗した相手に惜敗を演じたことで評価も安定した。ワールドフットボールイロレーティングで、2001年8月と02年3月のトルシエジャパンは、日本史上最高の世界8位のレーティングを記録した。
2002年4月25日、ワールドカップ本戦への出場を決めていたポーランド代表とポーランドウッジで親善試合を行い、日本代表史上初となる欧州でのアウェイゲーム勝利（2-0）。2002年6月 日韓ワールドカップでは、有力視されていた中村俊輔を代表から外したことで話題を呼んだ。本大会グループリーグ初戦のベルギー戦では2-2で引き分け、続くロシア戦では1-0で勝利、最後のチュニジア戦も2-0で勝利し、通算2勝1分でグループリーグ1位の成績で突破し、日本代表を初の決勝トーナメント進出に導く。しかし決勝トーナメント1回戦トルコ戦、日本代表は0-1で敗れる。W杯終了後、監督を退任した。

### 2002年以降
2002年7月、フランス代表監督の4人の最終候補の中に残るが、面接の結果ジャック・サンティニが選ばれる。
2003年7月、カタール代表監督に2年契約で就任するも2006 FIFAワールドカップ・アジア予選で苦戦を強いられ、2004年7月に行われたアジアカップの初戦インドネシア戦に1対2で敗れた後にカタールサッカー協会から解任を通告された（なお、トルシエは開幕前に、この大会限りでの辞任を表明していた）。
2004年11月にJリーグ・ヴィッセル神戸から監督就任のオファーが届くが、フランスのオリンピック・マルセイユから届いたオファーで翻意し、マルセイユの監督に就任した。契約期間は2年。就任時の順位は5位。リーグ・アン第17節より指揮を執り、マルセイユにおいても3バックのシステムを用いていたが、第24節から4バックへと変更。第26節で2位となり、首位オリンピック・リヨンと勝点差を6まで縮めるが、2月に行われたウィダード・カサブランカとの親善試合でファビアン・バルテズが主審の胸に唾を吐くという事件を起こして以後失速。勝点でスタッド・レンヌと並んだものの、得失点差でリーグを5位で終えることになる。5位になったことにより2004-05シーズンではUEFAチャンピオンズリーグおよびUEFAカップ出場権を獲得できず、2005年6月に解任されることとなった。フランス代表左サイドバックのビセンテ・リザラズはトルシエからは疎んじられ、冬の移籍市場で移籍した。一方で、就任直後からサミル・ナスリを重用し、1月にタイエ・タイウォを獲得するなど若手を積極的に活用した。また、中田浩二も獲得した。
2005年7月、ナイジェリア代表監督に再び就任することで合意に達したものの、膝の手術のためこれを辞退した。ナイジェリアサッカー協会会長のイブラヒム・ガラディマは、トルシエを「アンプロフェッショナル」と非難した。同年10月、2010年ワールドカップまでの5年契約でモロッコ代表監督に就任 したが、同年12月、モロッコサッカー連盟と決裂し代表監督を解任された。
2006年3月17日、 イスラム教に改宗し、本名自体をフィリップから、ムスリム名・オマルへ改名した。妻のドミニクも改宗し、アミナに改名。イスラム教に改宗後、セルマとマリアムという2人の女児を養子とする。同年、6月に テレビ東京とドイツW杯コメンテーター契約を結び、同局の中継放送・及び各種関連番組に出演した。

#### 再びアジアを主な拠点に
2007年12月、日本フットボールリーグ所属のFC琉球総監督就任が発表された。契約期間は2008年1月から5年間。2008年は同じフランス人のジャン＝ポール・ラビエを監督に招いたが、総監督のトルシエによる現場介入のために両者の衝突があった。新里裕之を監督に据えた2年目以降からは、トルシエは現場からは距離を置いた。
2009年12月10日、フランスから国家功労勲章シュヴァリエを受章された。
2010年1月28日、2018/2022 FIFAワールドカップ日本開催招致アンバサダーに就任した。同年7月8日、日本の観光庁からスポーツ観光マイスターに任命された。
2011年2月、中国サッカー・スーパーリーグの深圳紅鑽の監督に就任した。同年のスーパーリーグで深圳紅鑽は最下位（16位）となり甲級リーグ（2部）に降格した。2012年は甲級リーグ7位、2013年も5位で昇格を逃した。
2014年7月、チュニジア・リーグのCSスファクシアンの監督に2年契約で就任。しかし、CAFチャンピオンズリーグ準決勝でコンゴ民主共和国のASヴィタ・クルブに負けてチャンピオンズリーグ優勝を逃したため、9月28日にクラブと本人の合意のもと契約解消となった。
2014年12月、中国サッカー・スーパーリーグの杭州緑城足球倶楽部の監督に就任した が、2015年7月1日、成績不振により解任された。
2017年3月、中国サッカー・スーパーリーグの重慶当代力帆足球倶楽部のスポーツディレクターに就任し、ユース年代の育成システムの確立を担うことになった。

#### ベトナムにて
2018年6月、ベトナムのコングロマリットであるビングループが運営するPVFフットボールアカデミー（The Promotion Fund of Vietnamese Football Talent、ベトナムサッカー選手才能育成基金）の常勤顧問に就任した。関係者によると、さらにより重要な役職に就任して若手育成カリキュラムの作成や指導者育成などを行う予定で、いずれはベトナムのワールドカップ初出場につながることを期待されているという。
2019年9月、U-19ベトナム代表監督に就任した。
2020年6月、PVFアカデミーのテクニカルダイレクターを退任。2020年9月10日、これまでの日本サッカー界への功績が評価され、日本サッカー殿堂入りすることが発表された。
2021年5月31日をもって契約満了によりU-19ベトナム代表監督を退任。フランスに帰国した。
2023年2月16日、ベトナム代表監督就任が発表された。U-23ベトナム代表監督も兼任する。2026 FIFAワールドカップ・アジア予選ではグループFで4試合を消化した時点で1勝3敗の3位と予選突破が厳しい状況となり、2024年3月26日にベトナムサッカー連盟との契約解除に合意し、代表監督を解任された。

## 人物
- 当時の日本サッカー協会会長岡野俊一郎いわくユーモアのセンス、勤勉さ、そして口の悪さなど、長沼健監督下で特別コーチとして招いたデッドマール・クラマーと非常によく似ていたらしい（岡野はクラマーの通訳兼代表コーチとして、選手に向けられるクラマーの過激な発言の意訳に相当苦労した経験から、トルシエのアシスタントだったフロラン・ダバディにも「トルシエの言う事を直訳するな!」と厳しく注意していたと言う）[109]。
- Jリーグの専務理事だった木之本興三は、「彼は本当に四六時中サッカーのことしか考えていない。人間性は正直どうかと思う面もあるが、指導者としての態度は理想的な人物」と述べている。古くからの友人であるベンゲルも「仕事に対しては常に真剣。中途半端なことはせず、勤勉で真面目、そして厳しい」と評している。
- サッカーに対しての真面目さと激しい性格から、些細なことでムキになったり怒鳴るなど、子供のような一面もある。また、「日本にキャプテンはいらない」などの発言を繰り返し、こういった性向から日本のサッカー協会、クラブチームの首脳陣や選手たち（釜本邦茂、川淵三郎）と確執が絶えなかった[要出典]。
- 1999年7月、南米選手権に参加した日本代表がグループリーグ最下位で敗退した後、日本サッカー協会に突然現れたトルシエが「協会幹部はいいよな。酒飲んでゴルフするだけで、代表の結果は関係ないもんな」と職員全員に聞こえるように英語で言い出した。その言葉に反応した当時の技術委員長の大仁邦弥がトルシエ監督の胸ぐらをつかみ「南米選手権で負けたのが、協会のせいなのか？」と言い争った。これについて日本のスポーツ紙は監督の管理などにかかわる組織（技術委員会）が、外国人如きに左右されてはいけないと評価した[110]。
- 1999年FIFAワールドユース・ナイジェリア大会前の2月に行われたブルキナファソでの合宿時及び4月の大会予選時、自身の提案により選手団と共に現地の孤児院を慰問。4月の慰問時には、粉ミルクや医薬品、選手団全員の募金による約25万円分の現地通貨を寄付している。選手達を現地の文化に浸らせ、さらには恵まれた環境とは違う生活がこの世にはあるということを肌で感じさせるため、孤児院に連れて行ったという。このときの選手団の一員である小野伸二は、トルシエについて「練習ではいつもピリピリとした空気のなかでやれていたし、試合直前のスタメン発表まで誰が試合に出るのかわからない雰囲気を作ってくれた」「怒り方もすごくうまいんですよ。それで、選手がピリッとするし、『何くそ！』って思って、選手みんなが団結していくんですよね」として、「僕にとっては、歴代代表監督の中ではトップ」と評している[111]。
- 自身が監督を務めていた2002年ワールドカップの日本代表選手選考の際、中村俊輔を代表の23人から外したため、某宗教団体信者から繰り返し脅迫を受けていたことが報道された[112]。
- プライベートではアシスタントのフローラン・ダバディーと行動を共にし、日本の文化を学んだ。好きな日本食は蕎麦だったそうである。相撲部屋を見学した際に貴乃花光司に感銘を受けて親しくなり、後に貴乃花が膝を負傷したとき、トルシエの紹介によってフランスで手術を受けている。またダバディーの知り合いだった滝川クリステルを「フランス語で直接会話できる才色兼備な女性」として大変気に入っていたらしい。
- 2007年12月21日放送回「えみり・ジェンヌ」（GyaO）の生出演を出演前にキャンセルした。番組側は彼がいつの間にか帰ってしまったとだけ説明し、詳しい理由は大人の事情とし伏せながら、番組側に落ち度は無かったとしている[113]。
- 日本サッカーに対して、もっと育成年代のシステムを見直すべきだと提言している。
- 2010年8月末から放送が開始された、缶コーヒー「ジョージア ヨーロピアンコクの微糖」（日本コカ・コーラ）のCMに出演した。
- 2014年、フランスのサン＝テミリオンに1.1haの畑を購入しワイン造りを始める。2014年ものはワイン評論家のジェームス・サックリングにより92点の高評価をつけられた。2017年に出荷が開始され、日本では4月より株式会社徳岡で初めて扱われるようになり、その後も取扱業者が増えていった。

## 戦術
「私は、例え世界最高のギタリストであるジミ・ヘンドリックスが自分のバンドにいても、40秒間のソロプレーは許さない。成功は組織的な戦いから生まれるのだ」 と語るように、組織的なプレー・戦術を重視する。

### フラットスリー
彼が指導者として教育を受けた時代には3バックが全盛だったこともあり、どのチームでもフラットスリーと3バックを軸にしてきた。
- ディフェンダー3人をフラットに並べて高く押し上げ、コンパクトさを維持する（プッシュアップ）。
- オフサイドエリアを相手フォワードを牽制するための手段として使う。
- 主に中央型のMFを両サイド（ウイングバック）に配置する。W杯本戦ではそれに当たる小野と明神、本職の選手では市川を起用。
- トルシエ監督に重用されていた中田浩二は「ラインの上げ下げは真ん中の選手がしているわけではなく、それでは遅い」と語っている[115]。
- 2011年8月に亡くなった（日本代表の時にフラットスリーの一人であった）松田直樹のメモリアルゲームが2012年1月22日に行われてトルシエが監督を担ったが、フラットスリーは使用しなかった。その理由について、「松田がいなければフラットスリーは出来ない」と話している。

### オートマティズム
トルシエはオートマティズムを重要視し（自身のサッカー観として、オートマティズムなど組織的な面が60%で占め、30%が個の力、10%が不確定要素と発言したことがある）、ボールの位置や状況に応じて選手が自動的に動けることを理想とした。シャドートレーニングに主眼が置かれたため練習では紅白戦が極端に少なかったが、これは練習中の怪我といったアクシデントが起きやすいといったトルシエの配慮もある。一種のパターン攻撃で1982年ワールドカップでのブラジル代表などの前例がある（武智幸徳著｢サッカーという至福」のなかで当時のブラジル代表メンバー、パウロ・ロベルト・ファルカンはこれをメカニズモ、機械プレーと呼んでいる）。メリットとしてはメンバーが入れ替わってもチームの質が大きく変化しないこと、デメリットとしてはその機構に縛られ、試合のリズムに変化をつけるのに交代選手の個性に頼らざるを得ないことが挙げられる。

## タイトル
すべて監督時代。
ASECミモザ
- シャンピオナ・ドゥ・コートジボワール リーグ・アン : 1990, 1991, 1992
- クープ・ド・コートジボワール : 1990
- UFOAカップ : 1990

日本代表
- AFCアジアカップ : 2000

### 個人
- AFC年間最優秀監督 : 2000
- フランス共和国国家功労勲章シュヴァリエ : 2009

## 著書
- トルシエ革命　新潮社 2001年6月 (田村修一との共著) ISBN 978-4105408015
- 情熱　日本放送出版協会 2001年12月 (ルイ・シュナイユとの共著) ISBN 978-4140806531
- オシムジャパンよ! 日本サッカーへの提言 アスキー新書 2007年5月 ISBN 4756148883
- トルシエの眼力 岡田ジャパン「W杯4強」へのイバラ道 徳間書店 2010年3月 ISBN 978-4198629076